# Logica modale normale
Nella logica modale, una logica modale normale è un insieme L di formule modali tale che L contiene:
- tutte le proposizioni tautologiche;
- tutte le istanze dello schema di Kripke: {\displaystyle \Box (A\to B)\to (\Box A\to \Box B)}

e che è chiusa sotto la regola:
- del modus ponens: {\displaystyle A\to B,A\vdash B};
- della necessitazione: {\displaystyle \vdash A} implies {\displaystyle \vdash \Box A}.

Il più piccolo spazio logico che soddisfa le precedenti condizioni è chiamato K. Molte logiche modali usate dai contemporanei (soprattutto con finalità filosofiche) sono estensioni di K, quali ad esempio: S4 di C. I. Lewis e S5.
Ogni logica modale normale è regolare e quindi anche classica.

## Logiche modali normali più diffuse
La tabella seguente elenca diversi sistemi modali normali di uso comune. La notazione si riferisce alla tabella della semantica di Kripke (Schema di assiomi modali comuni). Le condizioni per alcuni dei sistemi sono state semplificate: le logiche sono complete rispetto alle classi di condizioni riportate nella tabella, ma possono corrispondere a una classe più ampia.
| Nome       | Assiomi          | Condizione di stato                                                                                |
| ---------- | ---------------- | -------------------------------------------------------------------------------------------------- |
| K          | —                | tutti gli stati                                                                                    |
| T          | T                | riflessiva                                                                                         |
| K4         | 4                | transitiva                                                                                         |
| S4         | T, 4             | preordine                                                                                          |
| S5         | T, 5 or D, B, 4  | relazione di equivalenza                                                                           |
| S4.3       | T, 4, H          | preordine totale                                                                                   |
| S4.1       | T, 4, M          | preordine {\displaystyle \forall w\,\exists u\,(w\,R\,u\land \forall v\,(u\,R\,v\Rightarrow u=v))} |
| S4.2       | T, 4, G          | preordine diretto                                                                                  |
| GL, K4W    | GL or 4, GL      | ordine parziale finito in senso stretto                                                            |
| Grz, S4Grz | Grz or T, 4, Grz | ordine parziale                                                                                    |
| D          | D                | relazione seriale                                                                                  |
| D45        | D, 4, 5          | transitiva, seriale e euclidea                                                                     |